# Головчак тире
Головчак тире (Thymelicus lineola) — вид денних метеликів родини головчаків (Hesperiidae).

## Поширення
Вид поширений в Північній Африці, Європі, Азії і Північній Америці. В Україні трапляється майже скрізь. Thymelicus lineola зустріти на лугах і на узбіччях доріг. У деяких місцях вони зустрічаються досить часто.

## Опис
Розмах крил до 3 см; довжина переднього крила 12-15 мм. У самців крила зверху охристі, з темною андроконіальною смугою в центрі переднього крила; у самиць крила коричневі з вохристо-рудими плямами.

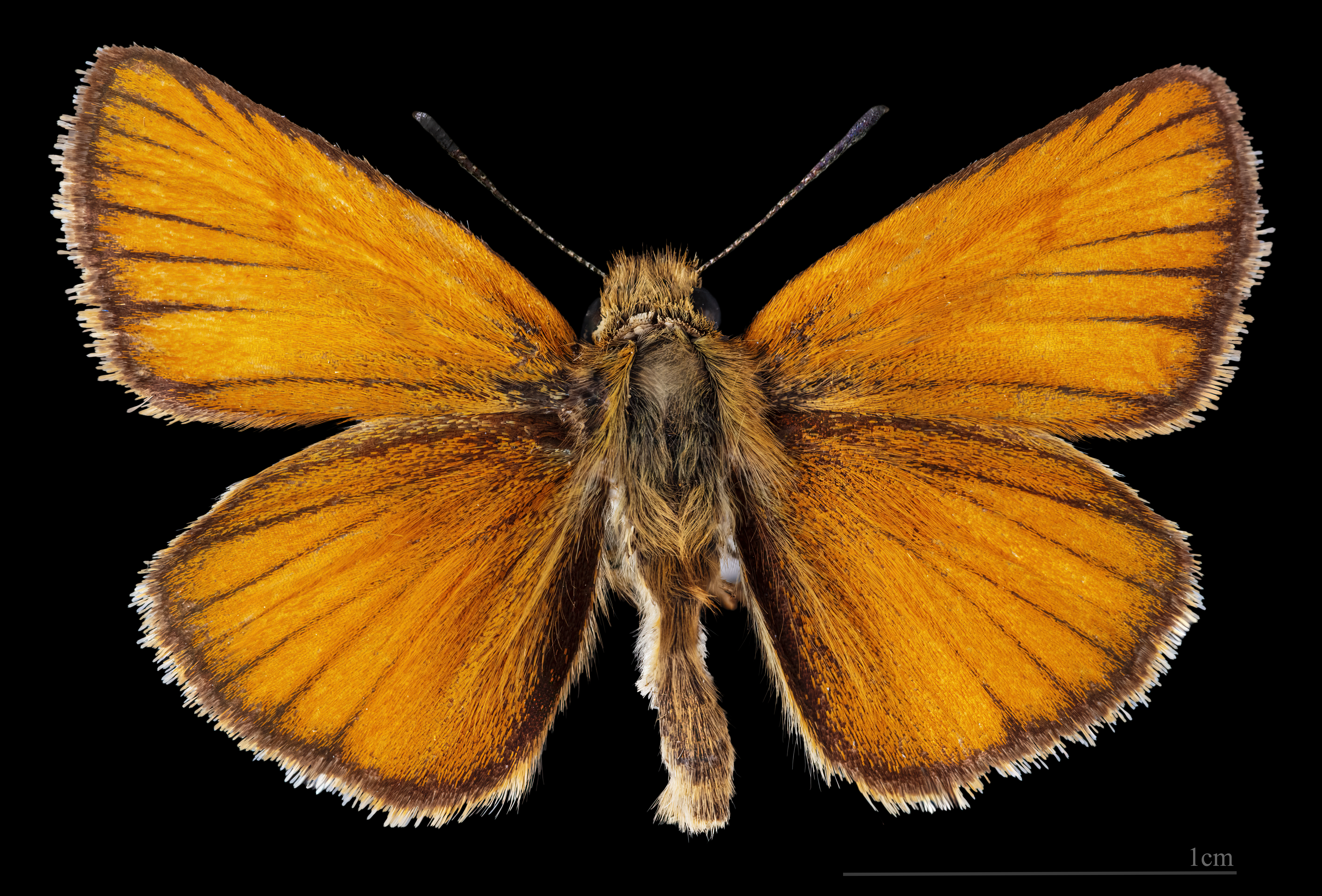
Thymelicus lineola ♂
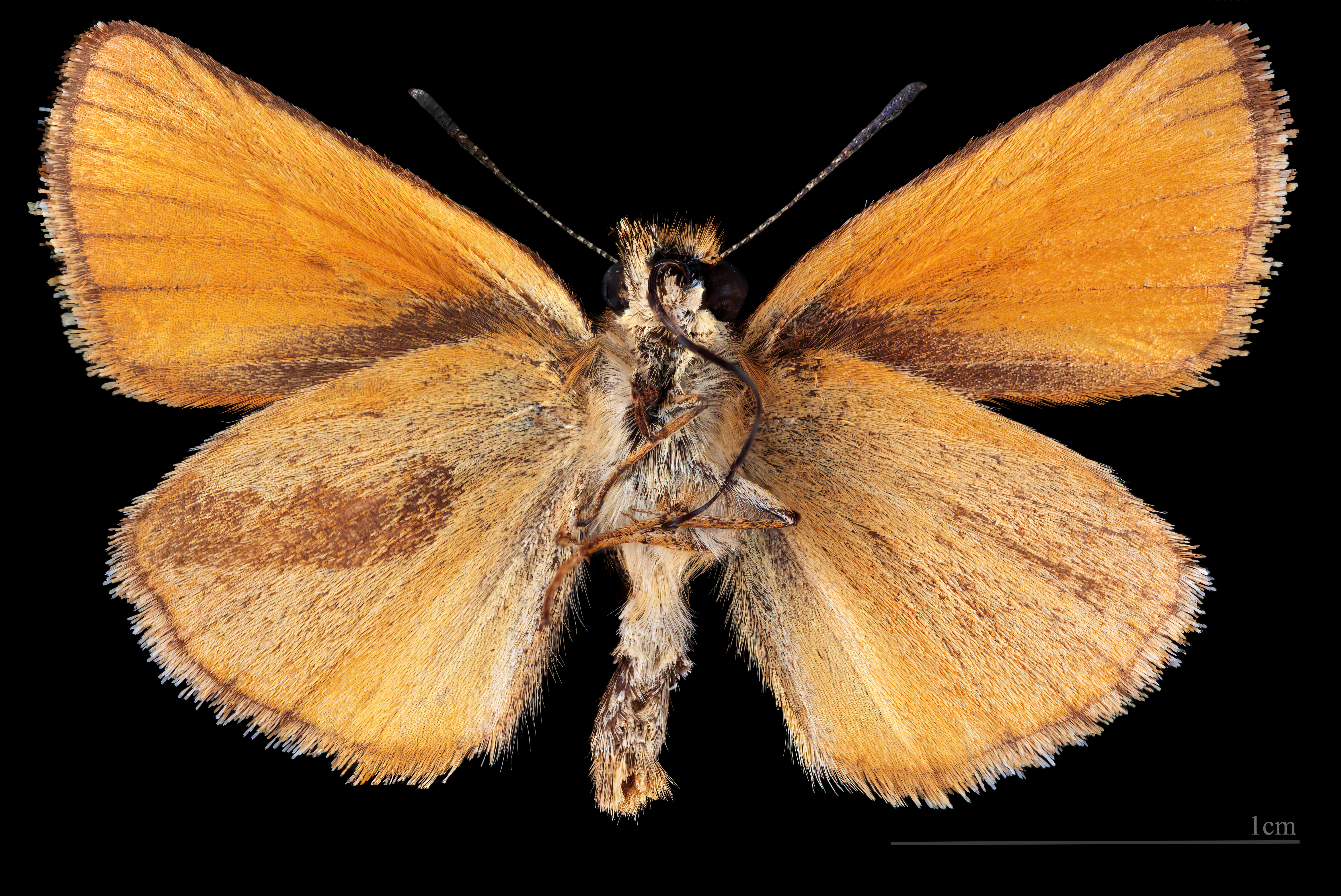
♂ △
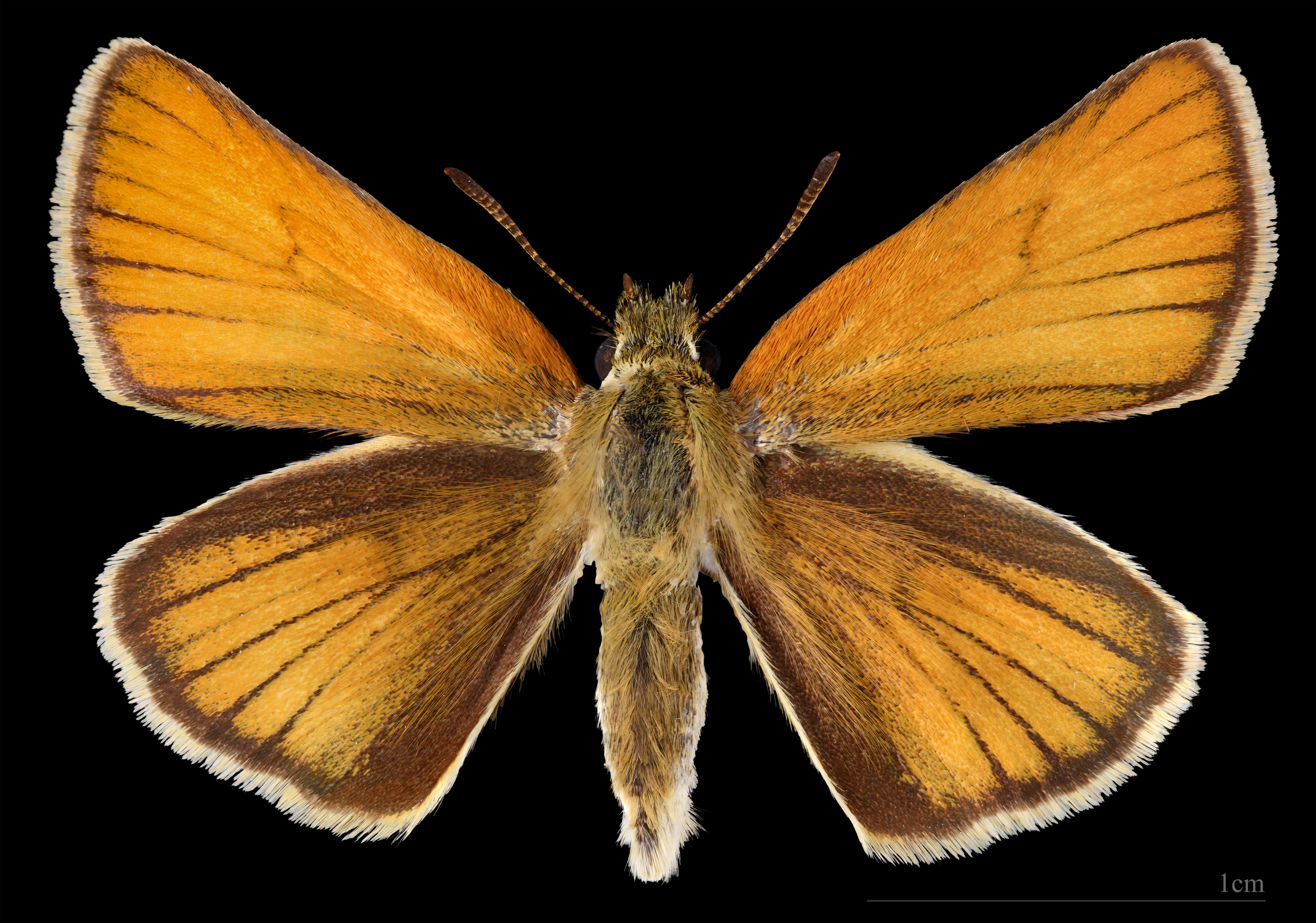
♀
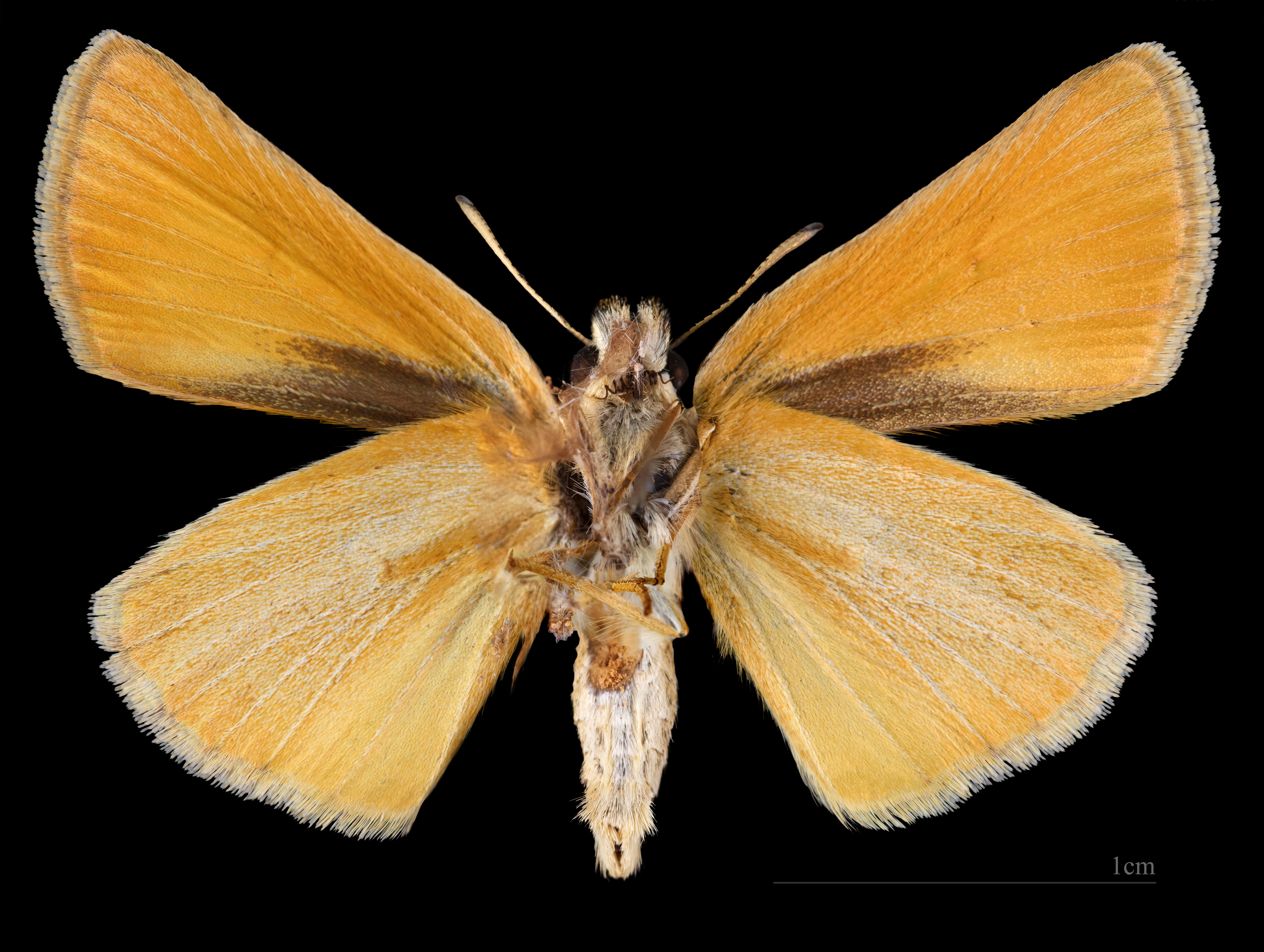
♀ △

## Спосіб життя
Метелики літають у червні-серпні. Трапляються на лісових галявинах, узбіччях доріг, луках, берегах річок, степових балках, кам'янистих степах. Мешкає також і в штучних ценозах: у садах і лісосмугах, по узбіччях залізниць і шосейних доріг, на території населених пунктів (сквери, парки, пустирі) і в інших місцях. Метелики полохливі, при небезпеці різко і швидко відлітають. Живляться на квітах, часто зустрічаються на ґрунті вздовж пересихаючих калюж.
Самиця відкладає до 40 яєць на лист кормової рослини. Гусениці живуть у згорнутому павутинною листі. Кормові рослини: Agropyron repens, Arrhenatherum elatius, Brachypodium, Bromus, Dactylis, Elytrigia repens, Festuca rubra, Phleum pratense, Poa.